# Menedemo di Crotone
Menedemo di Crotone (in greco antico: Μενέδημος?, Menédi̱mos; Crotone, ... – Crotone, 295 a.C.) è stato un tiranno greco antico e cittadino di Crotone.

## Biografia
Menedemo, all'epoca dei fatti tiranno di Crotone, ebbe uno stretto legame di amicizia con Agatocle, tiranno di Siracusa, i quali insieme decisero di impossessarsi della città. Lo stesso Agatocle, però, nel 295 a.C., tendendo un'imboscata alla città arrivando dal porto uccise chiunque cercasse di opporsi a lui, compreso lo stesso Menedemo.